# Bateria d'estat sòlid

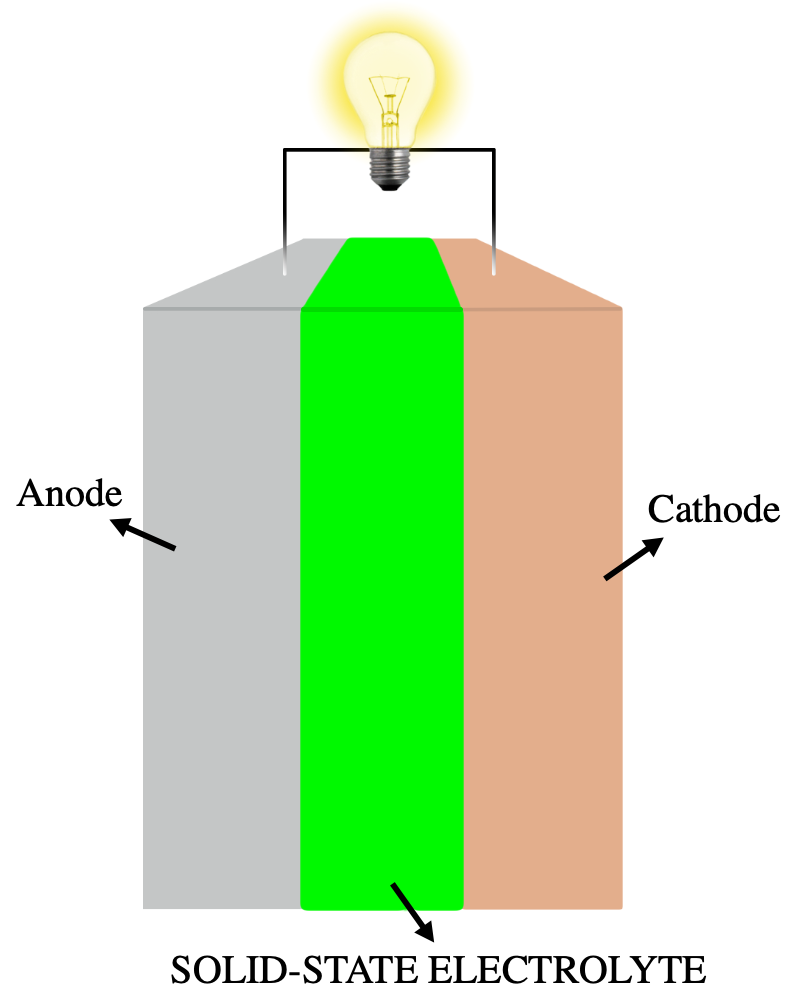
Bateria d'estat sòlid que mostra l'electròlit d'estat sòlid.

Una bateria d'estat sòlid desplega la tecnologia d'estat sòlid mitjançant elèctrodes sòlids i un electròlit sòlid, en lloc dels electròlits líquids o de gel de polímer que es troben a les bateries d'ió de liti o de polímer de liti.
Tot i que els electròlits sòlids es van descobrir per primera vegada al segle XIX, diversos inconvenients han impedit una aplicació generalitzada. Els desenvolupaments de finals del segle XX i principis del XXI han provocat un renovat interès per les tecnologies de bateries d'estat sòlid, especialment en el context dels vehicles elèctrics, a partir dels anys 2010.
Les bateries de tecnologia d'estat sòlid poden proporcionar solucions potencials per a molts problemes de les bateries d'ió de liti líquid, com ara la inflamabilitat, la tensió limitada, la formació d'interfàses d'electròlits sòlids inestable, el rendiment i la resistència del cicle deficient.Els materials proposats per utilitzar-los com a electròlits sòlids en bateries d'estat sòlid inclouen ceràmiques (per exemple, òxids, sulfurs, fosfats) i polímers sòlids. Les bateries d'estat sòlid han trobat ús en marcapassos, RFID i dispositius portàtils. La tecnologia d'estat sòlid utilitzada en aquestes bateries és potencialment més segura, amb densitats d'energia més altes, però a un cost molt més elevat. Els reptes per a l'adopció generalitzada inclouen la densitat d'energia i potència, la durabilitat, els costos dels materials, la sensibilitat i l'estabilitat.
Entre 1831 i 1834, Michael Faraday va descobrir els electròlits sòlids, el sulfur de plata i el fluorur de plom (II), que van establir les bases per als iònics en estat sòlid.

## Materials
Els materials candidats als electròlits d'estat sòlid (SSE) inclouen ceràmiques com l'ortosilicat de liti, vidre, sulfurs i RbAg4I5. Els electròlits sòlids d'òxid principals inclouen Li1,5Al0,5Ge1,5(PO4)₃ (LAGP), Li1,4 Al0,4 Ti1,6(PO4)₃ (LATP), Li3x La2/3-xTiO₃ (LLTO) de tipus perovskita ), i tipus granat Li6,4 La₃ Z1,4 Ta0,6 O12 (LLZO) amb Li metàl·lic. L'estabilitat tèrmica versus Li dels quatre SSE estava en ordre de LAGP < LATP < LLTO < LLZO. S'han proposat conductors superiònics de clorur com un altre electròlit sòlid prometedor. Són sulfurs conductors iònics i deformables, però al mateix temps no estan afectats per la mala estabilitat a l'oxidació dels sulfurs. A part d'això, el seu cost es considera més baix que els SSE d'òxid i sulfur. Els actuals sistemes d'electròlits sòlids de clorur es poden dividir en dos tipus: Li₃MCl6 i Li₂M2/3Cl4. Els elements M inclouen Y, Tb-Lu, Sc i In. Els càtodes estan basats en liti. Les variants inclouen LiCoO₂, LiNi1/3Co1/3 Mn1/3O₂, LiMn₂O4 i LiNi0,8Co0,15Al0,05O₂. Els ànodes varien més i es veuen afectats pel tipus d'electròlit. Els exemples inclouen In, Si, GexSi1− x, SnO–B₂O₃, SnS –P₂S5, Li₂FeS₂, FeS, NiP₂ i Li₂SiS₃.

## Usos
Les bateries d'estat sòlid són potencialment útils en marcapassos, RFID, dispositius portàtils i vehicles elèctrics.